# Geunchogo
Geunchogo (근초고왕,  近肖古王) est le plus puissant des rois de Baekje en Corée. Il a été roi de 346 à 375. Son règne a été marqué par des guerres victorieuses contre le Koguryo et ses conquêtes face à Mahan et à Gaya.